# 外山寿美代
外山寿美代（とやま すみよ、1969年3月20日 - ）は、日本の元女子プロレスラー。JWP女子プロレスに所属していた。身長160cm、体重65kg、血液型O型。神奈川県相模原市出身。本名の「外山寿美代」及び「さぶろう」のリングネームで活動していた。

## 略歴
全日本女子プロレスから1988年に本名でデビューした。いわゆる昭和63年組であり、井上京子や井上貴子・吉田万里子などと同期である。その後怪我により引退するが、1990年、ジャパン女子プロレスのオーディションに参加して合格、再デビューを目指すもジャパン女子が団体としての機能を失い解散する。その後JWP女子プロレスに練習生として旗揚げ前の合宿から参加し、1992年に念願の再デビューを果たす。JWPではキャンディー奥津と同期である。
度重なる負傷欠場などから低迷するも、1995年から男性的なルックスやハスキーボイスを活かした「さぶろう」という江戸っ子大工キャラクターに改名・変身し、後に妹キャラの「ふさちゃん（JWP女子プロレス所属の能智房代）」を加えた「さぶちゃんふさちゃん」というユニットを組んでJWPの前座で活躍する。また、同年新たに旗揚げされたJWPとも交流戦･対抗戦を行なっていたGAEA JAPANのボンバー光とライバル関係を築きシングル･タッグを問わず対戦を重ね、JWPとGAEA JAPANの最前線に立つ機会が増えた。
1996年12月28日、JWP女子プロレスの後楽園ホール大会にて能智と共に引退。
- 現役中より第二種運転免許（当時は大型免許）を取得しており、現役中から引退後もJWP女子プロレスの巡業バスの運転手を兼任していた。
- 実家の家業は大工であり、全女を引退してJWPの方に再デビューするまで度々実家の家業を手伝っていた。

## 得意技
- アームボンバー
- 河津落とし

## 入場テーマ曲
- 「SHOT IN THE DARK」…「PURE HEART」JWP女子プロレステーマ曲集に収録
- 「森の石松～津軽口説組曲」竜童組